# Катастрофа Ми-2 на озере Плателяй
Катастрофа Ми-2 на озере Плателяй — авиационная катастрофа пассажирского вертолёта Ми-2 мажейкяйского аэроклуба «Aerobatika», произошедшая в воскресенье 30 августа 1998 года на озере Плателяй (Плунгеский район), при этом погибли 11 человек. Крупнейшая авиакатастрофа в Литве.

## Вертолёт
Ми-2 с заводским номером 543719094 был выпущен 30 сентября 1974 года польским заводом PZL-Świdnik. Далее его продали в Советский Союз Министерству гражданской авиации, которое присвоило ему регистрационный номер CCCP-23951. На момент распада СССР борт 23951 эксплуатировался в Латвийском управлении гражданской авиации и имел наработку свыше десяти тысяч часов. В уже независимой Латвии машине присвоили новый бортовой номер — YL-LHK и отправили на завод-изготовитель, где он прошёл плановый ремонт, но не капитальный с продлением срока службы, после чего вернулся в Латвию. Однако после ремонта вертолёт, по имеющимся данным, продолжительное время не эксплуатировался и несколько лет простоял «под забором». Наконец в 1996 году его приобрёл литовский аэроклуб «Aerobatika» («Аэробатика», Мажейкяй), а после поступления в Литву и очередной перерегистрации вертолёт получил новый бортовой номер — LY-HBW. В некоторых источниках данный вертолёт относят к модели PZL Kania, которая представляет собой доработанный вариант конструкции Ми-2, но серийный выпуск Kania начался только в середине 1980-х годов.

## Катастрофа
В тот день вертолёт был заказан мажейкяйским бизнесменом Саулюсом Ракаускасом (лит. Saulius Rakauskas), владевшим сетью автозаправочных станций. Бизнесмен справлял свадьбу, а вертолёт предназначался для развлечения гостей. Пилотом был 49-летний Николай Киушкин — житель Риги. Полёты проводились над прилегающим озером Плателяй, а всего вертолёт должен был совершить шесть таких полётов, причём последний — с новобрачными. Четыре полёта были выполнены без отклонений, после чего в пятый полёт на борт сели 10 пассажиров. Ми-2 начал полёт над озером, но в 15:20 он неожиданно врезался в водную поверхность в 750 метрах от берега, после чего затонул на глубине 7 метров. На месте происшествия выжила только одна молодая женщина, которая, однако, получила многочисленные переломы. Через полторы недели, 8 сентября, она умерла в больнице. Таким образом все 11 человек на борту погибли, в том числе мамы обоих новобрачных, а также сестра жениха. На настоящее время (2022 год) это крупнейшая авиационная катастрофа в истории Литвы. Помимо этого занимает второе место в истории вертолёта Ми-2, после катастрофы под Олёкминском (25 погибших).
Я видел эту трагедию. Находился в 200-х метрах от места падения. Пилот выполнил вираж с 10 метров высоты вверх облетая остров потом бросил вертолёт вниз убрав газ и, на минимальной высоте, увеличил обороты для набора высоты. Опоздал на мгновение..
Воду зацепило сначала шасси, от касания аппарат наклонило и в воду вошла лопасть. Фюзеляж прокрутило в воде. Аппарат развалился на части, обломки разбросало на большой площади.
Женщина всплыла, её подобрал судейский катер (за пол часа до трагедии на озере закончилась детская парусная гонка, как-раз в месте падения.)

## Причины
В субботу 5 сентября обломки борта LY-HBW подняли на поверхность и исследовали. По результатам этой проверки следователи сделали вывод, что отказов материальной части до столкновения с водой не было. На основании этих данных литовская комиссия пришла к заключению, что катастрофа произошла по вине пилота. Согласно выводам комиссии, пилот не имел необходимых для выполнения полёта лицензий и сертификатов, но зато у него был боевой настрой и страсть к рискованным полётам. Грубо нарушив правила пилотирования Ми-2, он начал выполнять вираж на опасно малой высоте, когда машина потеряла высоту, после чего лопасти несущего винта врезались в воду. От удара одна из лопастей сломалась, а вторая и вовсе отделилась целиком, после чего потерявший подъёмную силу вертолёт камнем упал в воду. Также по некоторым данным за день до трагедии пилот присутствовал на развлекательном фестивале, где употреблял алкогольные напитки. То есть, возможно, на момент происшествия в его крови ещё сохранялся значительный процент алкоголя, что могло оказать влияние на действия при пилотировании.

### Альтернативные версии
Официальная версия, что катастрофа произошла полностью по вине пилота, а вертолёт был исправен, нередко подвергается критике. Оппоненты отмечают, что Киушкин имел стаж на вертолётах Ми-2 свыше 13 тысяч лётных часов, то есть являлся очень опытным пилотом. Кроме того, он незадолго до происшествия вернулся из Швеции, куда был командирован для обучения шведских пилотов пилотированию Ми-2, а сам обучался пилотированию американских вертолётов. Такой опытный пилот попросту не стал бы безрассудно рисковать людьми на борту. Что до заключения комиссии о технической исправности вертолёта, то оппоненты официальной версии указывают, что машина имела наработку уже свыше десятка тысяч часов, но ни разу не проходила капитальный ремонт. Имеются различные свидетельские показания о небольших деформациях конструкции, но борт YL-LHK продолжал эксплуатироваться. Кроме того, у вертолётов Ми-2 есть ряд слабых мест. Так, например, возможен краткосрочный отказ топливного насоса NR-45, в результате чего произойдёт некоторая потеря высоты. Также возможно проскальзывание главной муфты, что также может привести к снижению. Если в это время машина следует на небольшой высоте, то один из этих двух отказов приведёт к происшествию.
Даже если исключить вероятность технического отказа, то стоит ещё отметить то обстоятельство, что вертолёт был уже значительно загружен — 10 пассажиров при пассажировместимости 8 мест. Такой перегруз мог значительно осложнить пилотирование. Наконец, есть вероятность, что так как вертолёт Ми-2 имеет кабину на двух пилотов, то в правом кресле («правак») мог сидеть один из гостей, который без задней мысли передвинул какую-либо из рукоятей, либо перекрыл какой-либо кран (например, топливный), что привело к потере управления, а затем падению вертолёта в воду.